# Ихласов, Билял
Ихласов Билял (1905—1940) — буровой рабочий, новатор промышленного производства, один из зачинателей стахановского движения в горнорудной промышленности. Награждён орденом Ленина.

## Биография
С 1929 года работал на экибастузских угольных копях, в 1930-1931 годах — грузчиком на пристани Павлодар, затем на руднике Риддерского полиметаллического комбината. С 1932 года работал буровым рабочим.
29 сентября 1935 года Билял Ихласов установил Всесоюзный рекорд добычи руды, выполнив задание на 485 %, что явилось одним из толчков для массового движение за перевыполнение норм в СССР. В 1937 году Ихласов был назначен инструктором по внедрению передовых методов и приёмов труда.
Избирался Депутатом Верховного Совета Казахской ССР 1-го созыва.